# Hub Network
Hub Network fue un canal de televisión por suscripción estadounidense perteneciente a Discovery Communications y Hasbro, que reemplazó a Discovery Kids el día 10 de octubre de 2010 y fue reemplazado por Discovery Family el 13 de octubre de 2014.

## Historia
En marzo de 2009, se anunció que Hasbro adquirió una participación del 50 % en Discovery Kids, cambiando el nombre del canal en octubre de 2010. Discovery supervisará las ventas de publicidad y distribución, mientras que Hasbro será responsable de la programación.

Todos los canales de Discovery en Estados Unidos lanzaron promociones para el canal.

## Programación
La programación del canal estuvo enfocada a niños entre 6 y 12 años de edad. Los programas confirmados a aparecer en el canal son: Transformers; G.I. Joe: A Real American Hero; My Little Pony: La Magia de la Amistad; Adventure Camp; Rescate Vuelo 29, Strawberry Shortcake;  Peep and the Big Wide World, Fraggle Rock; Meerkat Manor; Pound Puppies; Deltora Quest; The Wonder Years y Doogie Houser, M.D.
Adicionalmente, un nuevo show llamado Family Game Night, basado en las propiedades de los juegos Hasbro.
Hub Network anunció la adición de 8 nuevos programas: Pictureka!; Las aventuras de Chuck y sus amigos; Transformers: Prime; G.I. Joe: Renegades; La foresta  de Noche; Dennis y Gnasher; R.L. Stine's The Haunting Hour y Clue.

## Cierre
El 2 de octubre de 2014, Discovery anunció que va a adquirir el 10% de la participación de Hasbro y el cambio de marca de Hub Network a Discovery Family el 13 de octubre de 2014. Aunque Hasbro seguirá proporcionando la programación infantil en la mañana y tarde, la programación de horario estelar de Discovery Family se reconstruirá alrededor de programación orientada a la familia.